# مارگوت بکه گوهرینگ
مارگوت بکه گوهرینگ (آلمانی: Margot Becke-Goehring؛ ۱۰ ژوئن ۱۹۱۴ در آلنشتاین؛ ۱۴ نوامبر ۲۰۰۹ در هایدلبرگ) استاد شیمی معدنی در دانشگاه هایدلبرگ بود و نخستین رئیس زن دانشگاه در آلمان غربی - دانشگاه هایدلبرگ نام گرفت. او همچنین مدیر مؤسسه شیمی معدنی Gmelin از اانجمن ماکس پلانک بود که ویرایش Gmelins Handbuch der anorganischen Chemie را انجام می‌داد. او شیمی را در هاله و مونیخ تحصیل کرد و دکترای خود را نیز در دانشگاه هاله-ویتنبرگ به پایان رساند. به دلیل تحقیق در مورد شیمی عناصر گروه اصلی، به وی جایزه یادبود سهام آلفرد اهدا شد. یکی از مهمترین مشارکتهای وی در شیمی معدنی، کار او در سنتز و ساختار پلی‌تیازیل بود که بعداً به عنوان اولین ابررسانای غیر فلزی شناخته شد. وی برای موفقیت در ویرایش Gmelins Handbuch der anorganischen Chemie، سکه یادبود Gmelin-Beilstein را دریافت کرد.